# Bramble (cocktail)
Pour les articles homonymes, voir Bramble.
La Bramble (« mûre » en anglais) est un cocktail composé de gin, de jus de citron, de sirop de glucose et de la liqueur de mûre éponyme. Il est secoué sur des glaçons, puis servi dans un verre old fashioned sur de la glace pilée, décoré d'une tranche de citron et d'une mûre fraîche. Ce cocktail fait partie des sours, les ingrédients typiques de ce groupe de boissons (alcool, jus d'agrumes, sucre) étant ici complétés par la liqueur.

## Histoire
Avec l'Espresso Martini, la Bramble est probablement la boisson la plus célèbre créée par le barman britannique Dick Bradsell (1959-2016). Elle a vu le jour en 1984 au Fred's Club dans le quartier de Soho à Londres. Dans une interview de 2011, Bradsell expliquait qu'il était parti d'un Singapore sling et qu'il avait simplement simplifié sa version à base de gin, de citron, de sucre et d'eau gazeuse - servie dans un grand verre et flotté avec de la crème de mûre (liqueur de mûre) et de la Bénédictine à la fin - dans un verre plus petit, faisant de la Bramble une « boisson britannique » avec des ingrédients britanniques (à l'exception du citron).
La boisson a commencé sa marche triomphale[non neutre] en Angleterre, où elle ne manquait bientôt plus à aucun menu, a rapidement continué aux États-Unis et, grâce au boom du gin toujours en cours, on la trouve également sur de plus en plus de menus de bars allemands[réf. nécessaire].
En 2011, l'International Bartenders Association (IBA) a inclus la ronce dans sa liste des cocktails officiels de l'IBA, en la répertoriant comme un « cocktail pour toute la journée » dans la section New Era Drinks. La ronce est également un cocktail populaire aux États-Unis.

## Préparation
Il existe plusieurs recettes, mais la préparation est la même pour tous : le gin, le jus de citron fraîchement pressé et le sirop de sucre sont secoués avec quelques glaçons dans un shaker et servis sur de la glace pilée fraîche dans un verre à l'ancienne, la crème de mûre est ajoutée (« flottée ») sur le dessus et décorée d'une tranche de citron et d'une mûre fraîche. Les quantités indiquées par l'International Bartenders Association (IBA) sont les suivantes : 4 cl de gin, 1 cl de sirop de glucose, 1,5 cl de jus de citron et 1,5 cl de liqueur de mûre. Dick Bradsell a préparé cette boisson dans son interview avec 2 shots (environ 6 cl) de gin, 2,5 cl de jus de citron, 2 cuillères à café de sirop de sucre et une quantité non précisée de liqueur de mûre. Sur cette base, le magazine Mixology donne la recette suivante : « 5 cl de gin sec, 2 cl de jus de citron frais, 1,5 cl de sirop de glucose et 1 cl de crème de mûre (liqueur de mûre, ou Chambord comme alternative) ».